# 신중목
신중목(愼重穆, 1902년 ~ 1982년 12월 31일)은 제2대 국회의원, 제7대 농림부 장관을 지낸 대한민국의 정치인이다.

## 약력
- 일본 와세다 대학 정경과 수료
- 경상남도 창원군·거창군 군수
- 남조선과도입법의원 의원
- 독립촉성국민회 거창군 지부장
- 1951년 3월 29일 피난국회 54차 본회의에서 국군 11사단에 의해 자행된 거창 신원면 양민 학살 도륙 사건 폭로
- 1952년 8월 29일 ~ 1953년 9월 9일 제7대 농림부 장관

## 역대 선거 결과
|  | 35.14% |

|  | 52.21% |

|  | 20.63% |

|  | 14.36% |

|  | 27.86% |

|  | 1.63% |

## 참고 자료
- 신중목 - 대한민국헌정회

| 전임 함인섭 | 제7대 농림부 장관 1952년 8월 29일 ~ 1953년 9월 9일 | 후임 정재설 (서리) |